# Sziktivgyini járás

A Sziktivgyini járás Komiföldön

A Sziktivgyini járás (oroszul Сыктывдинский район, komi nyelven Сыктывдін район) Oroszország egyik járása Komiföldön. Székhelye Vilgort.

## Népesség
- 2002-ben 24 226 lakosa volt, melynek 51,8%-a komi, 39,5%-a orosz, 3,1%-a ukrán, 1,1%-a német, 0,8%-a fehérorosz.
- 2010-ben 22 660 lakosa volt, melynek 47,6%-a orosz, 45,9%-a komi, 2,3%-a ukrán, 0,7%-a német, 0,5%-a fehérorosz.